# Groszek (sieć sklepów)
Groszek – sieć franczyzowych sklepów spożywczo-przemysłowych, prowadząca działalność w Polsce. Sieć funkcjonuje od września 2000 roku. Organizatorem sieci jest Groszek Sp. z o.o.
W maju 2013 roku sieć otrzymała nagrodę Hermes przyznawaną przez pismo „Poradnik Handlowca” firmom dystrybucyjnym, detalicznym, niezależnym właścicielom sklepów oraz w ostatnich latach osobom, które wywarły istotny wpływ na rozwój branży.
- Średnia powierzchnia sprzedażowa sklepów – 125,5 m²
- Średnia wartość koszyka zakupowego – 18 zł
- Liczba oferowanych pozycji asortymentowych – od 3 tys. do 8 tys.
- Średnia liczba zatrudnionych w jednym sklepie – 6 osób[5]

## Logo
W 2020 roku sieć  Groszek odświeżyła logotyp oraz linię komunikacji. Nowe hasło sieci to: „Groszek. Pełny zakupów. Pełny radości”.